# مصفاة ميناء الأحمدي
مصفاة ميناء الأحمدي إحدى مصافي شركة البترول الوطنية الكويتية الثلاث وأكبرها، مقامة على بعد 45 كيلومترًا إلى الجنوب من مدينة الكويت وتطلَّ مُباشرة على الخليج العربي. تبلغ المساحة الكليّة للأرض التي أقيمت منشآت المصفاة عليها حوالي 10,534,000 م2. بُنيت المصفاة في عام 1949، وذلك في عهد أمير الكويت العاشر الشيخ أحمد الجابر الصباح وُسمّيت نسبة إليه، وكانت تملكها شركة نفط الكويت، ووقتئذ بدأت كمصفاة بسيطة تضمُّ وحدة واحدة لتكرير النفط بطاقة إجمالية تقارب 25 ألف برميل يوميًا، لتغطية احتياجات السوق المحلية الكويتية من بنزين، ديزل وكيروسين. إثر إنشاء مؤسسة البترول الكويتية وإعادة هيكلة القطاع النفطي الكويتي، انتقلت ملكية المصفاة من شركة نفط الكويت إلى شركة البترول الوطنية الكويتية وذلك في عام 1960.

## مراحل تاريخية
خضعت المصفاة لاحقًا لتوسعات عديدة، بدأت بين عامي 1958 و1963، ما أدّى إلى ترتفع طاقتها التكريرية إلى حوالي 190 ألف برميل يوميًا، ثم 250 ألف برميل يوميًّا، ثم وصلت بحلول العام 1965 لحوالي 500 ألف برميل يوميًا.
وفي عام 1978 افتتح مصنع إسالة الغاز التابع للمصفاة، وفي عام 2005 تم تدشين رصيف التصدير الجنوبي ليتم تعزيز القدرة التصديرية وبحلول عام 2004 تم افتتاح خط الغاز الرابع للمصفاة

## المرافق البحرية
للمصفاة مرافق بحرية تستخدم لتصدير النفط الخام والكبريت والمنتجات البترولية المكررة من المصفاة، حيث تتسع بتحميل عدد 4 ناقلات نفط بوقت واحد.

## الوحدات
تتكون المصفاة من وحدات مساعدة كوحدة معالجة الصرف الصحي، والتبريد، ومعالجة المياة الحمضية، ووحدة الخزانات بالإضافة إلى الوحدات التابعة لمشروع الوقود البيئي.

## المنتاجات
تقوم المصفاة بإنتاج منتجات بترولية مثل الغازولين، والديزل، والكيروسين، والبيتومين، والنفثا وأيضاً الغاز البترولي والكبريت.